# برنامه‌ریزی پارامتری
برنامه‌ریزی پَرمایشی یا بهینه‌سازی زمان‌وردا از مسایل بهینه‌سازی ریاضی می‌باشد که مسئله به یاری تابعی از یک یا چند پارامون واکاوی می‌شود. گوالش و گسترش این شاخه از ریاضی به یاری واکاوی حساسیت (sensitivity analysis) و پیداشت هوموتپی (Homotopy Continuation) از یک مسئله بهینه‌سازی انجام گرفته است.

## مسئله
مسئله بهینه‌سازی زیر را درنگرید.
{\displaystyle {\begin{aligned}J^{*}(\theta )=&\min _{x\in \mathbb {R} ^{n}}f(x,\theta )\\&{\text{subject to }}g(x,\theta )\leq 0.\\&\theta \in \Theta \subset \mathbb {R} ^{m}\end{aligned}}}
که در آن {\displaystyle x} متغیر بِهینش، {\displaystyle \theta } پارامون‌ها، {\displaystyle f(x,\theta )} تابع هزینه (objective) و {\displaystyle g(x,\theta )} تابع پاوَند (constraint) می‌باشند. در نگر داشته باشید که این مسئله خود، یک بهینه‌سازی پاوَسته می‌باشد. همچنین {\displaystyle J^{*}(\theta )} مقدار بهینه مسئله برحسب تابعی از {\displaystyle \theta } را برگردانده و {\displaystyle \Theta } فضای پارامون را نشان می‌دهد.

## روش حل
برای حل این مسئله، گمان می‌شود که پاسخ بهینه برای مقداری از {\displaystyle \theta } در دسترس است. سپس شرایط KKT (شرایط کاروش–کون–تاکر) برای این مسئله برجسب پارامون {\displaystyle \theta } نوشته می‌شود. با روش پیداشت هوموتپی (Homotopy Continuation)، شرایط KKT را می‌توان به روشی گام‌به‌گام و به یاری دستگاهی از معادله دیفرانسیل حل کرد. از حل این معادلات، فرجام، به پاسخ بهینه دست می‌یابیم.

## الگوریتم حل
به هر روی معادلات دیفرانسیل وابسته به این گونه بهینه‌سازی، معمولاً پیچیده‌است که به روشی کاربردی نیاز می‌شود. روش پیش‌بینی-ویرایش یک روش کاربردی برای حل گام‌به‌گام این گونه از بهینه‌سازی است.

## کاربرد
بهینه‌سازی پرمایشی در حل مسایل بهینه‌سازی دشوار و یا نامحدبی که پاسخ بهینه آن در شرایط ویژه‌ای از تابع هزینه در دسترس است، کاربرد دارد. گمان کنید، پاسخ مسئله بالا برای مقدار ویژه‌ای از {\displaystyle \theta } در دسترس باشد، آنگاه به یاری واکاوی حساسیت شرایط KKT (شرایط کاروش–کون–تاکر) می‌توان برای مقادیر دلخواه از {\displaystyle \theta } پاسخ بهینه (و یا زیربهینه) را بدست آورد.
از کاربردهای دیگر آن در نگره کنترل بهینه می‌باشد. با بررسی پیوند میان کنترل پیش‌بینانه مدل و این نوع بهینه‌سازی، گرایش به این شاخه از ریاضیات فزونی‌یافته است.